# 야네 카이센
야네 카이센(덴마크어: Jane Jin Kaisen, 1980년 5월 28일~)는 덴마크의 시각 예술가이자 영화 제작자이다.